# Шубертіада
Шубертіада (нім. Schubertiade) — це неформальні заходи, присвячені музиці Франца Шуберта (1797—1828), поєднання пісень та камерної музики композитора. Під час сучасних шубертіад також відбуваються серії концертів та музичні фестивалі, засновані на творчості великого австрійського композитора, такі як шубертіади у Шварценберзі в Австрії.
Найвідомішим твором мистецтва, на якому зображений Франц Шуберт в оточені його друзів, є олійне полотно «Шубертіада» віденського художника Юлія Шміда (1854—1935), яке він намалював у 1897 році. Шмід навчався в Академії образотворчого мистецтва Відня з 1871 по 1978 рік, де пізніше у 1907—1925 роках працював професором. У 1878 році він виграв Римську премію, що дало йому можливість навчатися там протягом двох років. За відданість Австрії та особливо рідному Відневі він у 1929 році був відзначений Почесним перснем Відня.

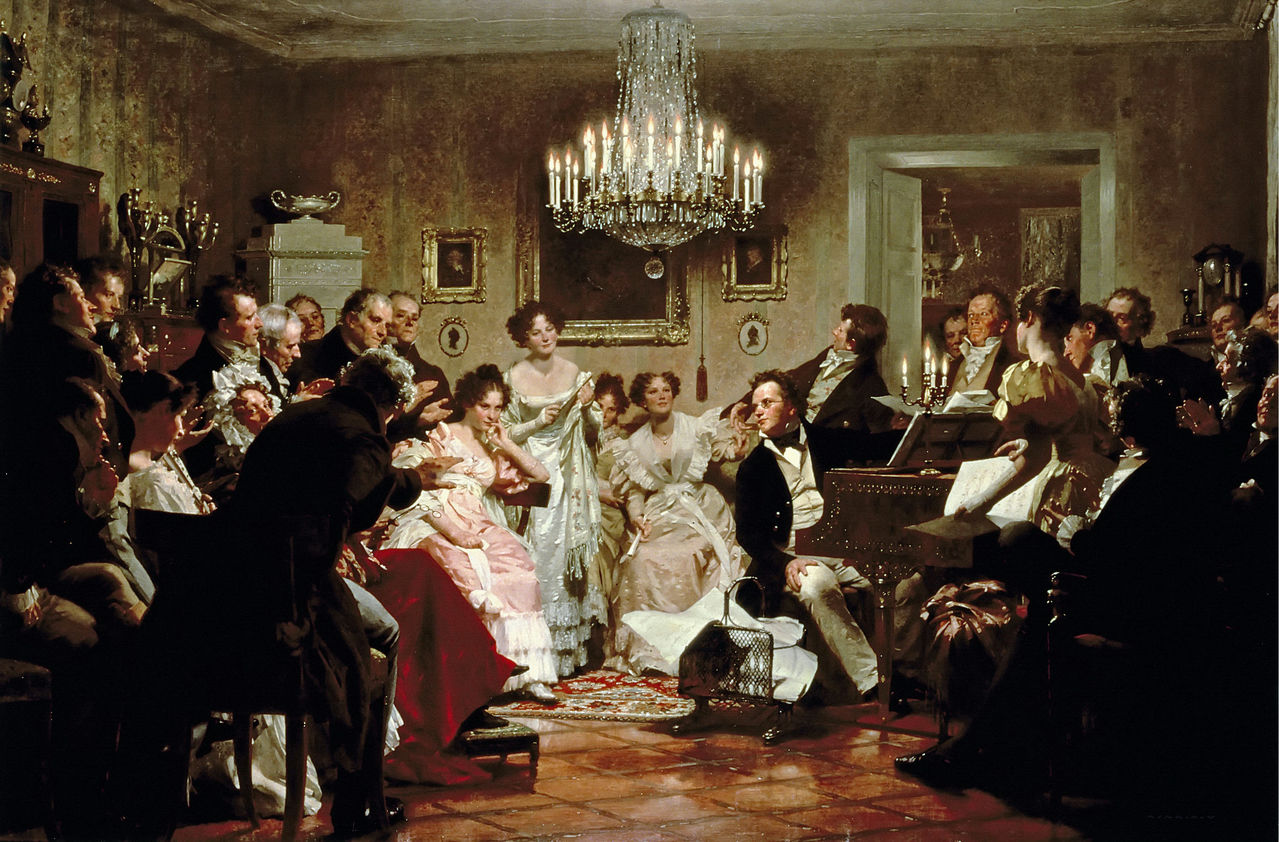
Шубертіада. (Юлій Шмід. 1897)

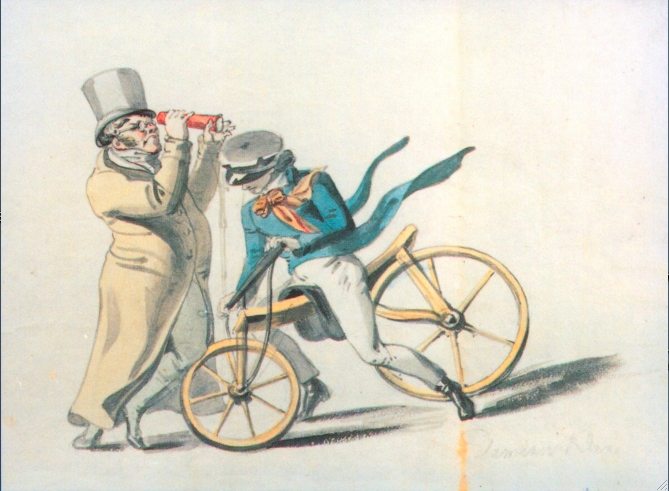
Афіша шубертіади 1818 року (деталь)

## Історія
На початку ХІХ століття у Відні шанувальники музики Шуберта, спонсори та його заможніші друзі, організовували в приватних будинках концерти. Наприклад, починаючи з 1815 року такі концерти відбувалися у помешканнях австрійського юриста і покровителя Ігнатія фон Зонляйтнера, пізніше також Франца фон Шобера, письменника Едуарда фон Бауренфельда, художника Леопольда Купельвізера та багатьох інших.

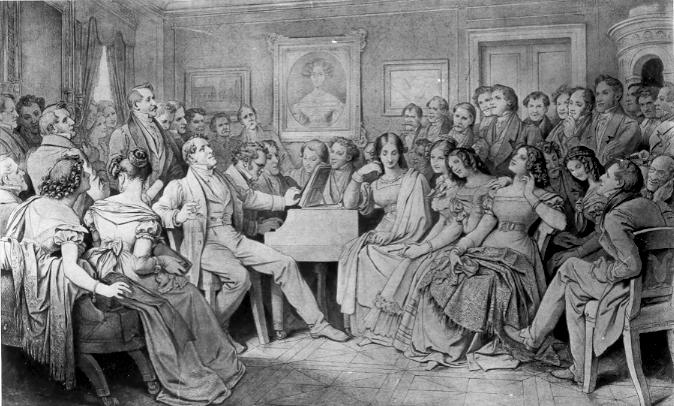
Шубертіада. (Моріц фон Швінд. 1868)

Одна з таких шубертіад зображена також на картині 1868 року австрійського художника Моріца фон Швінда (1804—1871). На ній в центрі за фортепіано зображений Шуберт в оточенні групи друзів. Позаду на стіні висить портрет графині Кароліни Естергазі — незадоволеної любові Шуберта.
Багато шубертіад відбувалося з участю самого Шуберта, однак це було не обов'язково. У 1817 році під час такого зібрання, Франц Шуберт грав на фортепіано, а знаменитий у той час баритрон Йоганн Міхаель Фоґль, якому сподобалася музика Шуберта, співав. Пізніше пісні Шуберт виконував також баритрон Карл фон Шонштайн. З 1822 року термін шубертіада використовував сам Шуберт. Восени 1827 року вийшов великий цикл пісень Шуберта «Зимова подорож» (Winterreise). А 28 січня 1828 року в будинку Йозефа фон Шпауна відбулася остання шубертіада за життя композитора.
Окрім Відня шубертіади відбувалися і в інших місцях і мали характер літературно-музичного салону. На таких неформальних зібраннях часто виконувалися пісні композитора, фортепіанна музика, особливо фортепіанні дуети, а також вокальна камерна музика. Крім музики Шуберта там читали поезію, відбувалися танці та товариські ігри. На такі зустрічі часом збиралося до ста осіб. Серед відомих гостей були Антон фон Добльгоф-Дір (1800—1872), Моріц фон Швінд (1804—1871), Франц Лахнер (1803—1890) та багато інших.

## Сучасні шубертіади

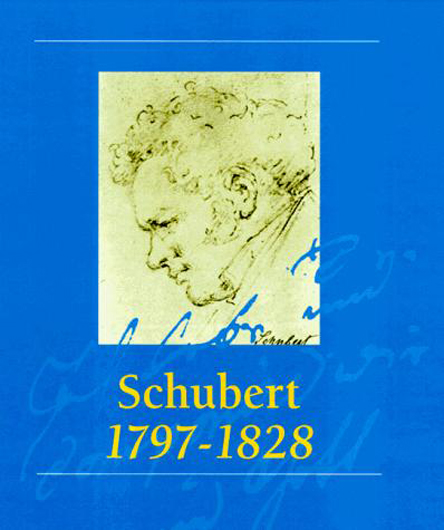
Афіша шубертіади 1997 року

У ХХ столітті шубертіадами почали називати великі музичні фестивалі пов'язані з особою Шуберта. Зокрема, таким, з 1976 року, є один з найбільших щорічних фестивалів Шуберта, ініційований німецьким баритоном Германом Праєм, з приблизно 80 подіями та 35 000 відвідувачів на концертах, у містечку Гогенемс і громаді Шварценберг федеральної землі Форарльберг на заході Австрії. У Шварценберзі концерти відбуваються у повністю дерев'яному залі. Прекрасна акустика і альпійська природа створюють романтичну атмосферу для сприйняття камерної музики. Невеликий зал на 300 місць біля парку у Гогенемсі також дуже добре підходить для чудових мелодій великого австрійського композитора, основоположника романтизму в музиці.

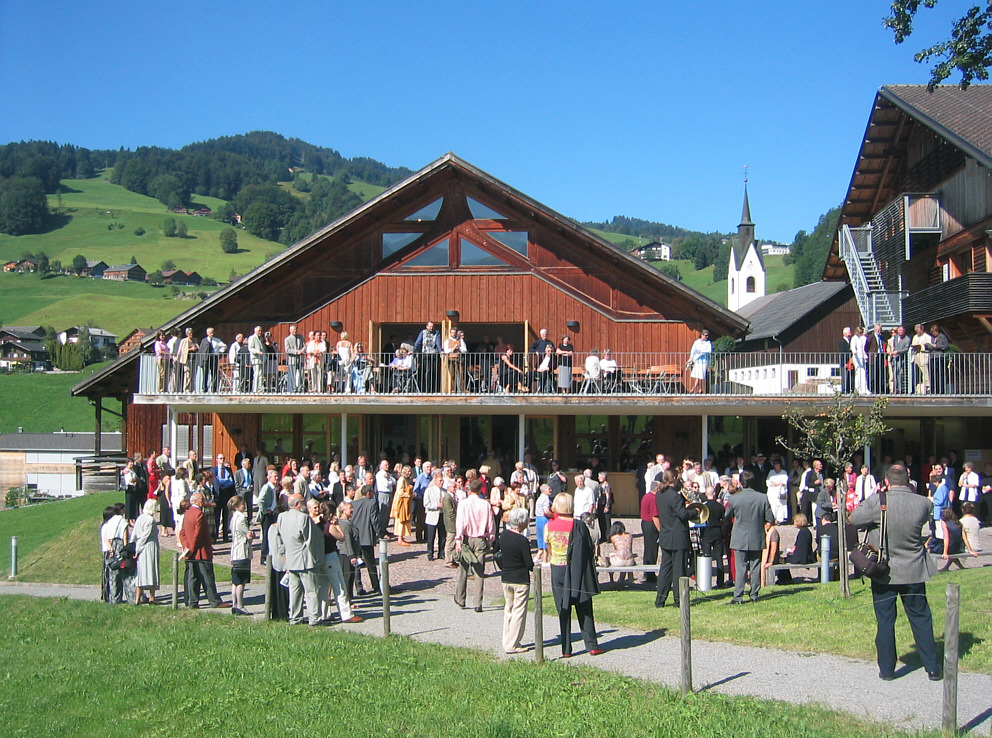
Шубертіада у Шварценберзі. Австрія. 2004

Серед інших місць можна відзначити шубертіади в Еттлінгені, Дерцбаху та Шнакенбурзі в Німеччині, Білі в Швейцарії, в Люксембурзі, а також з 1993 року в монастирі Білабартран біля Барселони в Іспанії.
Під час фестивалів також читають лекції, організовуються майстер-класи.
Відбуваються шубертіади і на інших континентах. Наприклад з 2012 року відбуваються неформальні щорічні фестивалі камерної музики, які розважають та виховують, у американському місті Пасадені, у Каліфорнії.